# Heraldo de Tortosa
Heraldo de Tortosa fue un periódico español editado en Tortosa entre 1924 y 1937.

## Historia
El diario, nacido en 1924, fue una publicación de línea editorial independiente. Fue fundado por redactores procedentes del desaparecido Diario de Tortosa, descontentos con la línea editorial de la publicación. Estuvo bajo la dirección de Roberto Andreu y José Monllaó. El diario siguió publicándose tras el estallido de la guerra civil, aunque bajo el control de un comité obrero.
En 1937 sería confiscado por la anarquista Confederación Nacional del Trabajo (CNT), adoptando una nueva línea editorial. Dejaría de editarse ese mismo año, siendo sucedido por el cenetista Ciudad y Campo.